# Герб Браганси
Ге́рб Брага́нси — офіційний символ міста Браганса, Португалія. Використовується як територіальний герб. У червоному щиті золотий замок із трьома вежами, синьою брамою та синіми вікнами. На центральній великій вежі розміщена п'ятірка португальських щитків. Над замком, у главі щита, п'ять золотих п'ятипроменевих зірок, що стоять у ряд. Щит увінчує срібна мурована міська корона з п'ятьма вежами. Внизу ланцюг із зіркою Ордена Вежі й Меча.
Під щитом біла стрічка, на якій великими літерами напис португальською: «vila de cidade de» (містечко місто). Офіційно затверджений 27 квітня 1935 року. До цього місто використовувало герб у вигляді синього щита зі срібною баштою, що стоїть на зеленому полі. Замок або башта уособлюють місто і Браганський замок. Квінта — символ приналежності до Португальської корони.

## Галерея

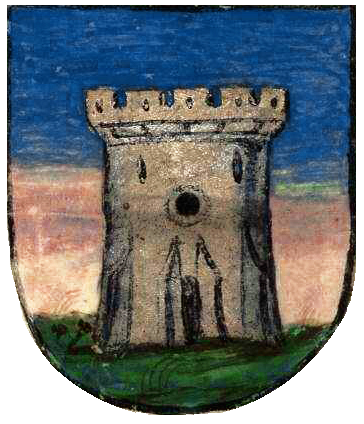
1675, «Thesouro de Nobreza»
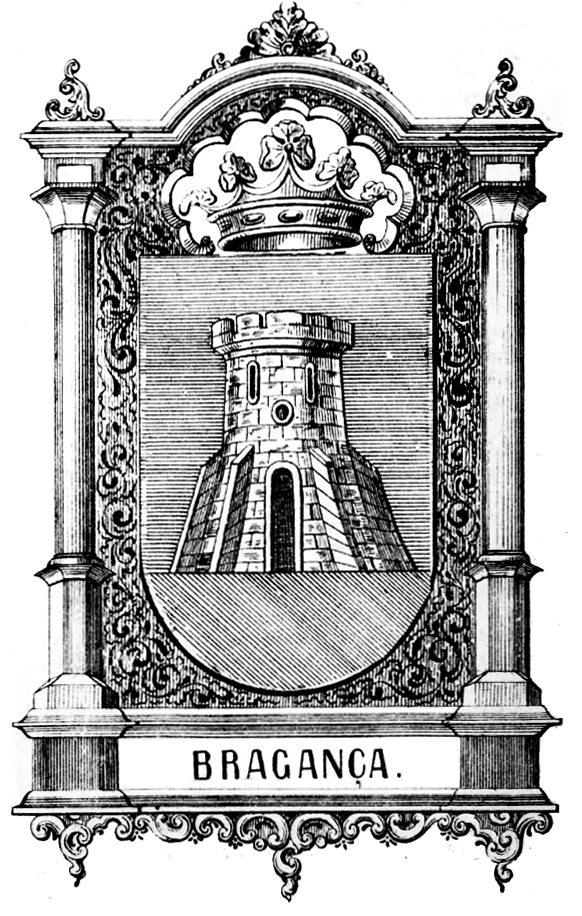
1860
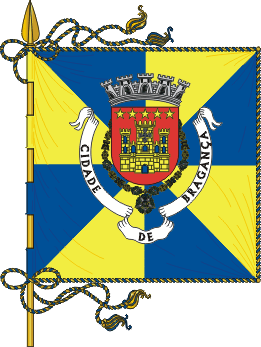
Прапор
Малий герб